# Ministerium für Mobilität und öffentliche Arbeiten Luxemburg
Das Ministerium für Mobilität und öffentliche Arbeiten, im Volksmund auch Transportministerium oder Bautenministerium genannt, offiziell Ministère de la Mobilité et des Travaux publics ist ein luxemburgisches Ministerium, dessen Zuständigkeit prioritär in den Bereichen Transport und öffentliche Arbeiten (Gebäudeinfrastruktur usw.) liegt.

## Allgemeines

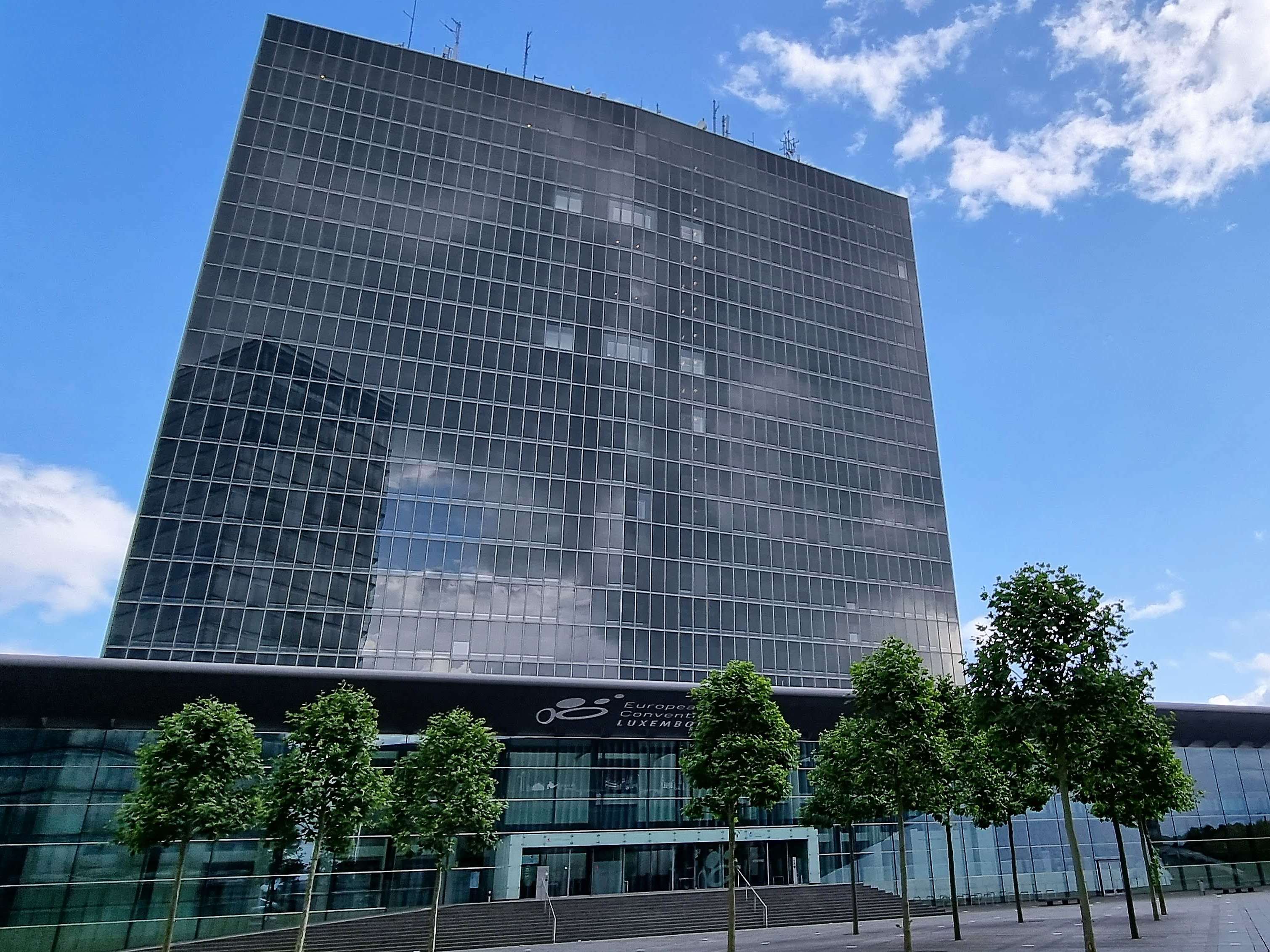
Sitz des Ministeriums

Das im Tour Alcide de Gasperi in Luxemburg-Kirchberg ansässige Ministerium ist 2018 durch Neuordnung mehrerer luxemburgischen Ministerien hauptsächlich aus dem damaligen Ministerium für nachhaltige Entwicklung und Infrastruktur (Ministère du développement durable et des infrastructures) hervorgegangen.

## Kompetenzen des Ministeriums
Zuständigkeiten, Services und Verwaltung des Ministeriums sind durch großherzoglichen Erlass vom 28. Mai 2019 festgelegt. Dazu gehören zwei Hauptbereiche:

### Mobilität und Transport
- Eisenbahn (Betrieb und Infrastruktur),
- Öffentlicher Transport (ÖPNV),
- Code de la route,
- Führerschein,
- Flughafen Luxemburg,
- Hafen Mertert,

Die Umsetzung erfolgt in der Behörden Administration des transports publics.

### Öffentliche Arbeiten
- Fonds d’urbanisation et d’aménagement du Plateau de Kirchberg,
- Fonds pour la rénovation de la vieille ville,
- Fonds pour la réalisation des équipements de l'État sur le site de Belval-Ouest.

Umsetzung erfolgt in den Behörden Administration des bâtiments publics und Administration des ponts et chaussées.

## Liste der Minister
| Minister | Minister        | Partei              | Von               | Bis               |
| -------- | --------------- | ------------------- | ----------------- | ----------------- |
|          | François Bausch | Déi Gréng           | 5. Dezember 2018  | 17. November 2023 |
|          | Yuriko Backes   | Demokratesch Partei | 17. November 2023 | bis heute         |

## Internet
- Website des Ministeriums auf dem Server der Luxemburger Regierung
- Portail transports.lu